# 엘리엇 파동이론
엘리엇 파동이론(Elliott wave principle, -波動理論)은 랠프 넬슨 엘리엇(Ralph Nelson Elliott, 1871-1948)이 발견한 파동 패턴을 말한다. 1938년에 저서 파동이론《The Wave Principle》에서 발표하였다.

## 주기
상승파동 5개와 하락파동 3개가 형상한 주기는 다음과 같이 분류 될 수 있다.
- 그랜드 슈퍼사이클(Grand supercycle): 세기(100년 이상)
- 슈퍼사이클(Supercycle): 수십 년
- 사이클(Cycle): 수년
- 프라이머리(Primary): 년
- 인터미디어트(Intermediate): 달
- 마이너(Minor): 주
- 미니트(Minute): 일
- 미뉴에트(Minuette): 시간
- 서브미뉴에트(Subminuette): 분 또는 시간 이하

## 구성
상승파동 5개 하강파동 3개로 구성되며 피보나치 수열을 관찰할 수 있다.

상승시장에서 상승하는 파동은 충격파
상승시장에서 하강하는 파동은 조정파
하강시장에서는 하강하는 파동을 충격파, 상승하는 파동을 조정파라고 부른다.

## 종류
엘리어트는 다음과 같이 규정하였다
동인파동에서는 1~5의 파동으로 구성되는 충격파와 쐐기형태의 파동
조정파동에서는 지그재그,삼각형조정,플랫조정,불규칙조정을 규정하였다 (초기에 엘리어트는 이중조정형태의 파동을 xabcd 로 구성하였지만 후에는 더 효율적인 XYZ 로 바뀌였다)
동인파동은 구분이 명확할 수 있으나 조정파동은 그렇지 못하다 그래서 엘리어트는 동인파동보다 조정파동의 분석을 더 주의해야한다고 했다.

## 파동의 계산
각 파동들은 피보나치 되돌림 (Fibonacci Retracement) 을 기반으로 계산된다.
대표적으로 .618 .382 .786 의 비율이 엘리어트 파동이론에 사용된다.

## 같이 보기
- 행동경제학
- 경기순환
- 구획문제
- 콘드라티예프 파동
- 바이어슈트라스 함수